# Tung
L'arbre tung (Vernicia fordii) és un arbre caducifoli conreat dins la família Euphorbiaceae originari de la Xina.

## Descripció
Arbre de fins a 10 metres d'alçada, de fulles alternes en forma de cor, flors acampanulades i fruit en drupa i llenyós amb diverses llavors oleaginoses dins.

## Usos
Es conrea a la Xina i altres països asiàtics, l'Argentina, el Paraguai i els Estats Units.
Tradicionalment se'n feia un oli (oli de Tung) per les llànties i més modernament es fa servir per a vernís i pintures. La fusta pot servir per a mobles i altres objectes.